# Milan Bakeš
Milan Bakeš (* 11. října 1939 Žamberk) je profesor na Právnické fakultě Univerzity Karlovy, působí též jako advokát zapsaný u České advokátní komory pod č. 00841 v advokátní kanceláři Bakeš & partneři s právním zaměřením na bankovní právo, kapitálové trhy, cenné papíry, daně, poplatky, devizové právo, finanční právo. Zabývá se především finančním právem.
V letech 1993–2002 byl členem dozorčí rady České spořitelny. Když v roce 2000 získala Středoevropská Stavební (StS) majoritní podíl v IPS, stal se na několik měsíců členem dozorčí rady IPS. V roce 2005 získal ocenění Právník roku v oboru finance.
Od roku 2006 působil jako člen Akreditační komise a předseda její stálé pracovní skupiny pro právo a bezpečnostní obory.

## Práce
- učebnice Československé finanční právo (1979)
- Zákon o daních z příjmu, Komentář (více vydání)
- Finanční právo (více vydání)